# Zonnetempel

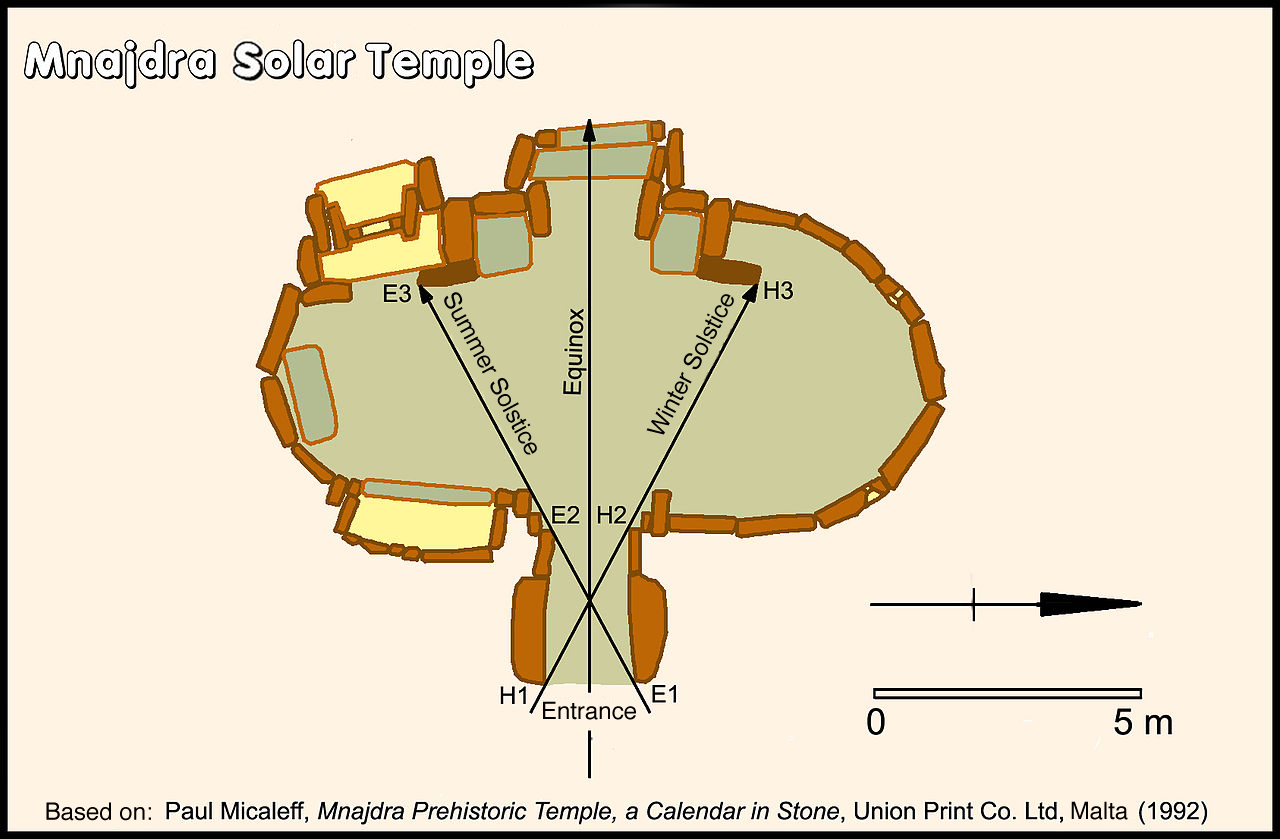
Schematische weergave van de equinoxen en zonnewendes in de Megalithische tempels van Mnajdra

Een zonnetempel is een tempel waarin de zon en/of een zonnegod wordt of werd vereerd.

## Egypte

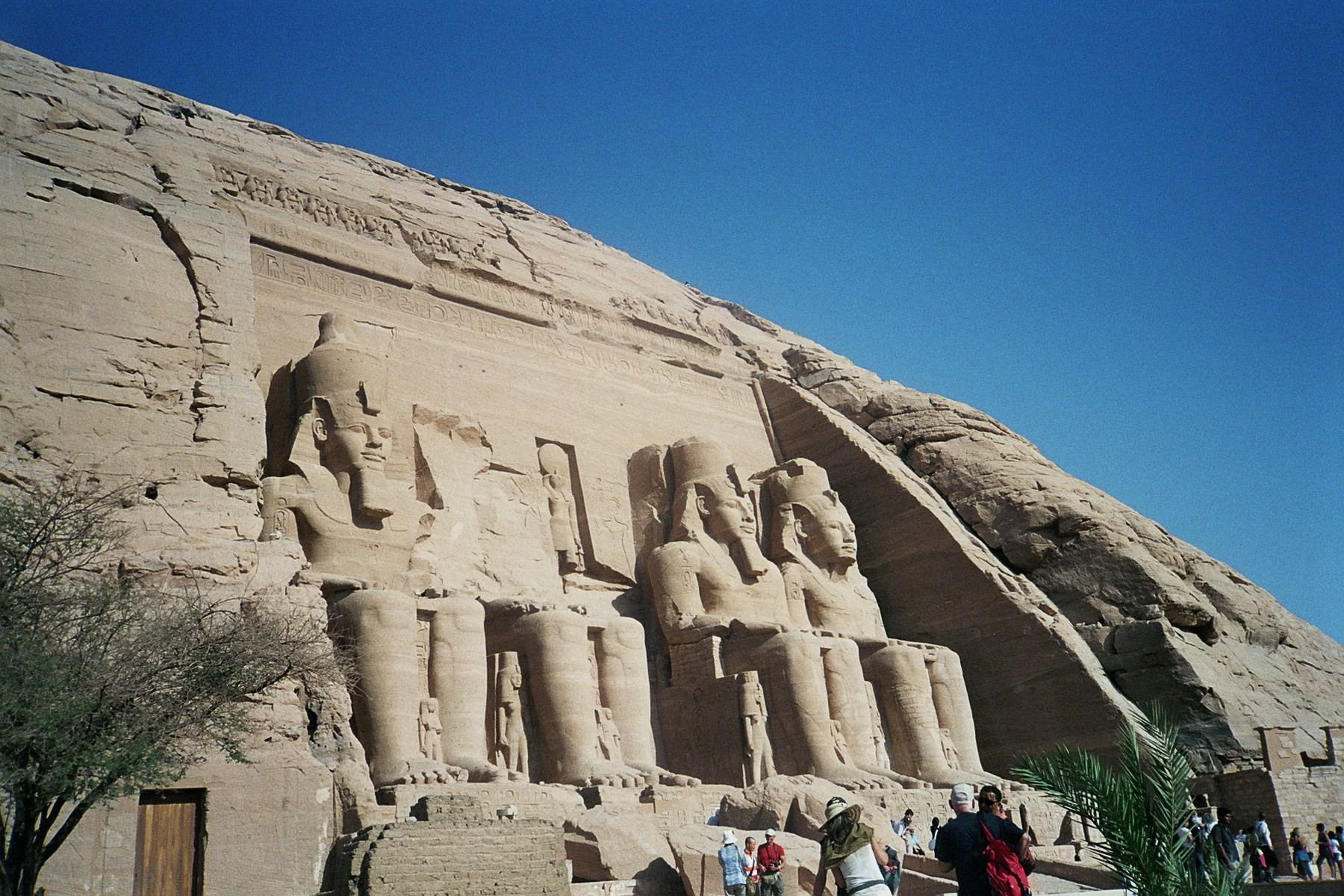
Aboe Simbel

Zonnetempels waren tempels die specifiek gericht waren op de cultus van Ra. Ze werden gebouwd in de 5e dynastie toen men sterk met de zonnecultus bezig was. Er zouden zes zonnetempels gebouwd zijn, maar er zijn maar twee van deze tempels gelokaliseerd: de zonnetempel van Oeserkaf en de zonnetempel van Nioeserre. De laatste is het best bewaard gebleven en bevat onder andere een obelisk.
Bekende zonnetempels uit latere tijden zijn de Aton-tempel in Tell el-Amarna en de grote rotstempel van Ramses II in Aboe Simbel.

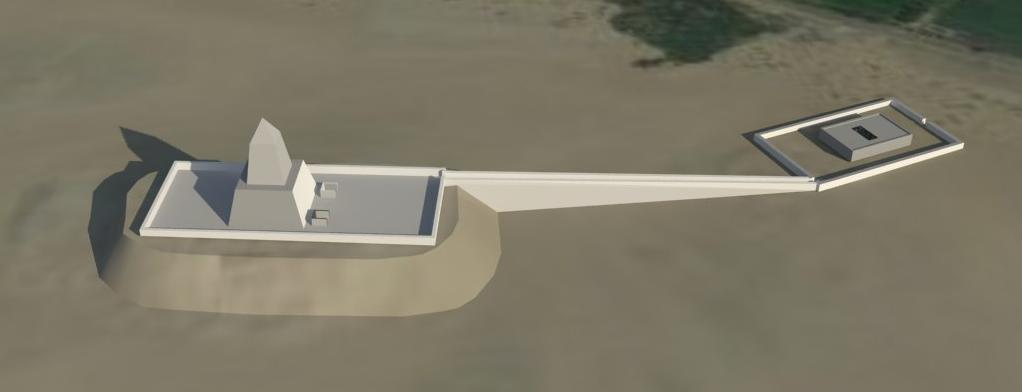
Reconstructie van de Zonnetempel van Oeserkaf
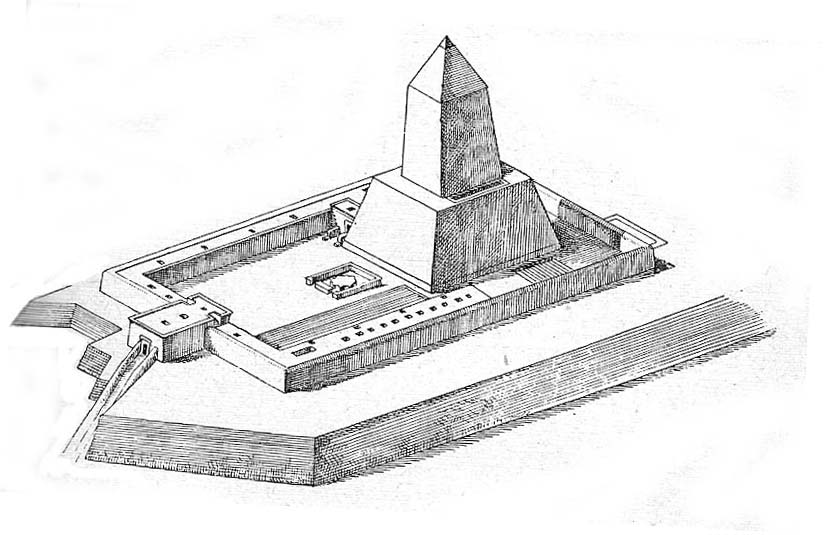
Reconstructie van de Zonnetempel van Nioeserre
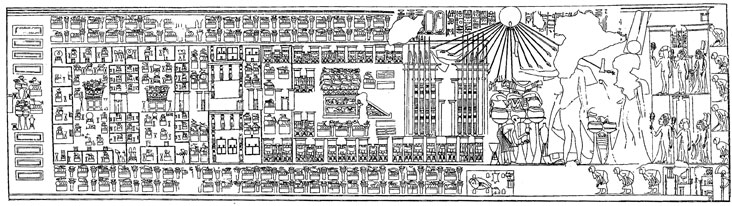
Afbeelding van de Aton-tempel in Meryre's tombe, El-Amarna

## Incarijk

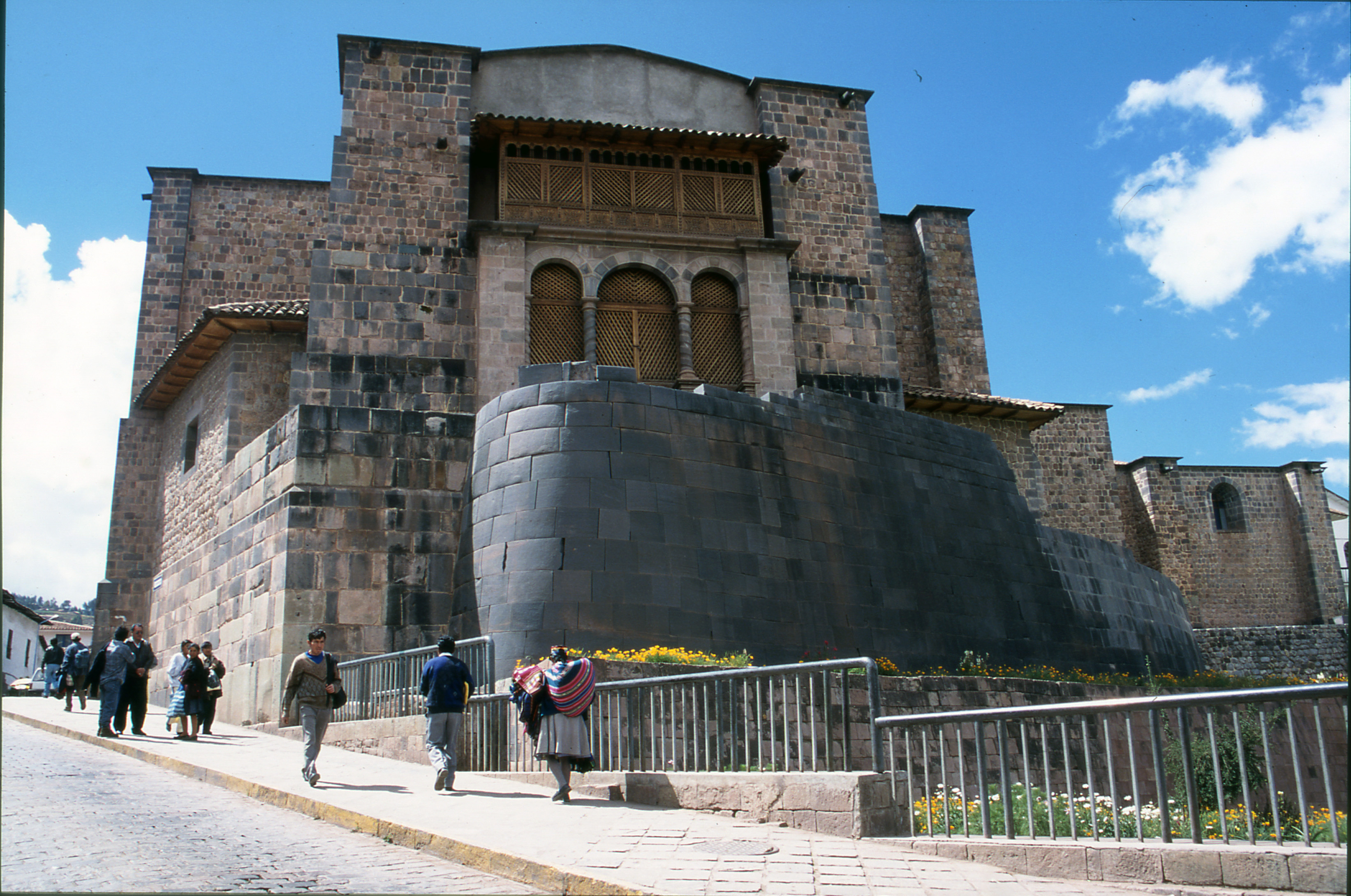
Overblijfsel van Coricancha

De Inti Kancha (Inti is een zonnegod van de Inca's), de Zonnetempel van Cuzco van het Incarijk stond in Hurin Cuzco, het beneden gedeelte van de hoofdstad. Vanaf de eerste keizer die de titel Inca voerde, Inca Roca, was het de heerser verboden in de Zonnetempel te wonen. De Inca's bouwden voortaan hun residenties in Hanan Cuzco, het boven gedeelte van de stad.

## India
De Zonnetempel van Konarak is een van de oudste centra van zonaanbidding in India. De hele tempel is ontworpen als een weergave van de wagen van de zonnegod Surya met spaken en fraai beeldhouwwerk. De 24 wielen (zie zonnekruis) verwijzen naar de kringloop van seizoenen en maanden. Een span van zeven paarden trekt de wagen. De tempel is zo geplaatst dat de eerste stralen van de zon door de hoofdingang naar binnen vallen.

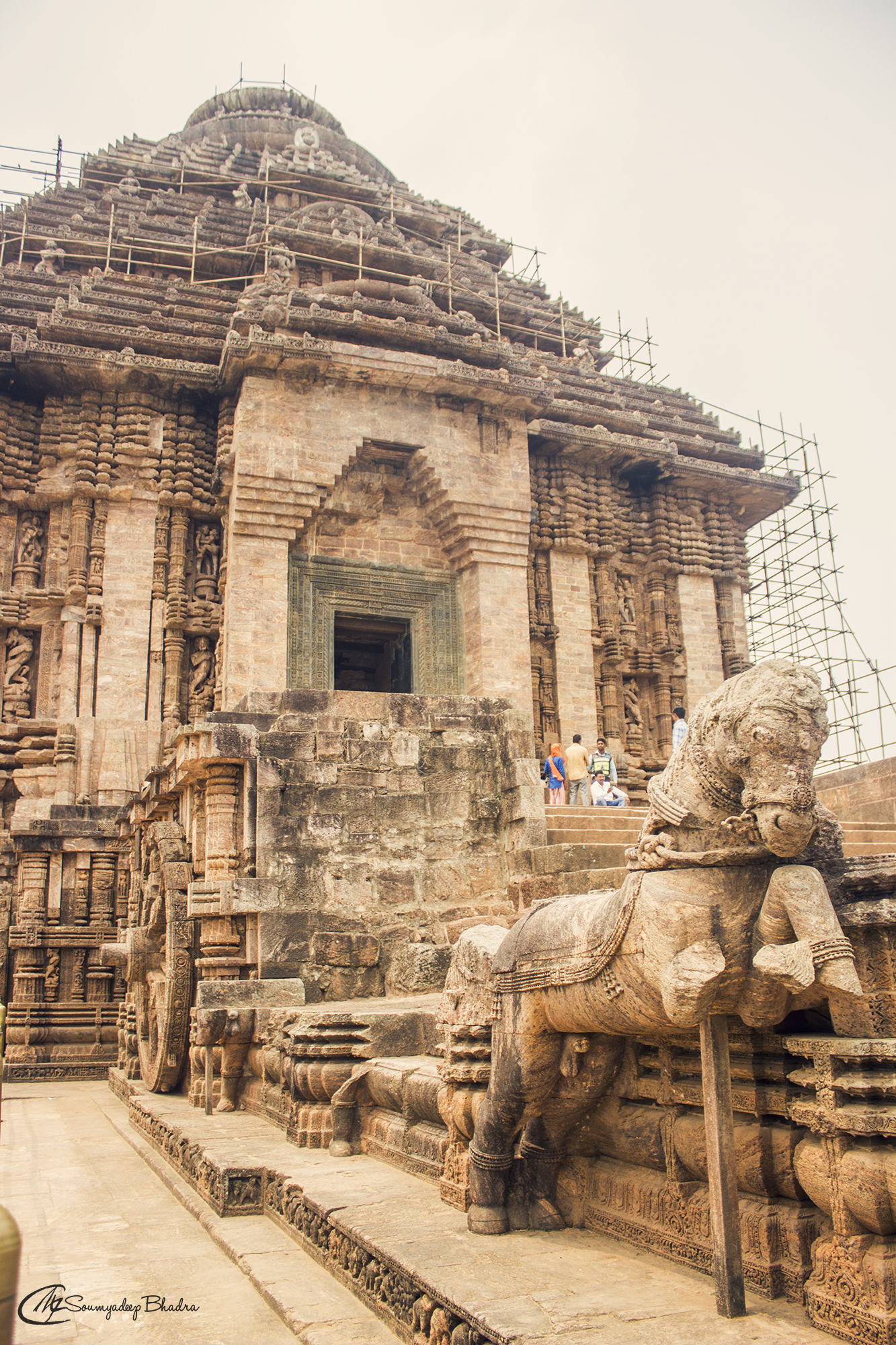
Een van de zeven paarden bij de autiëntiezaal
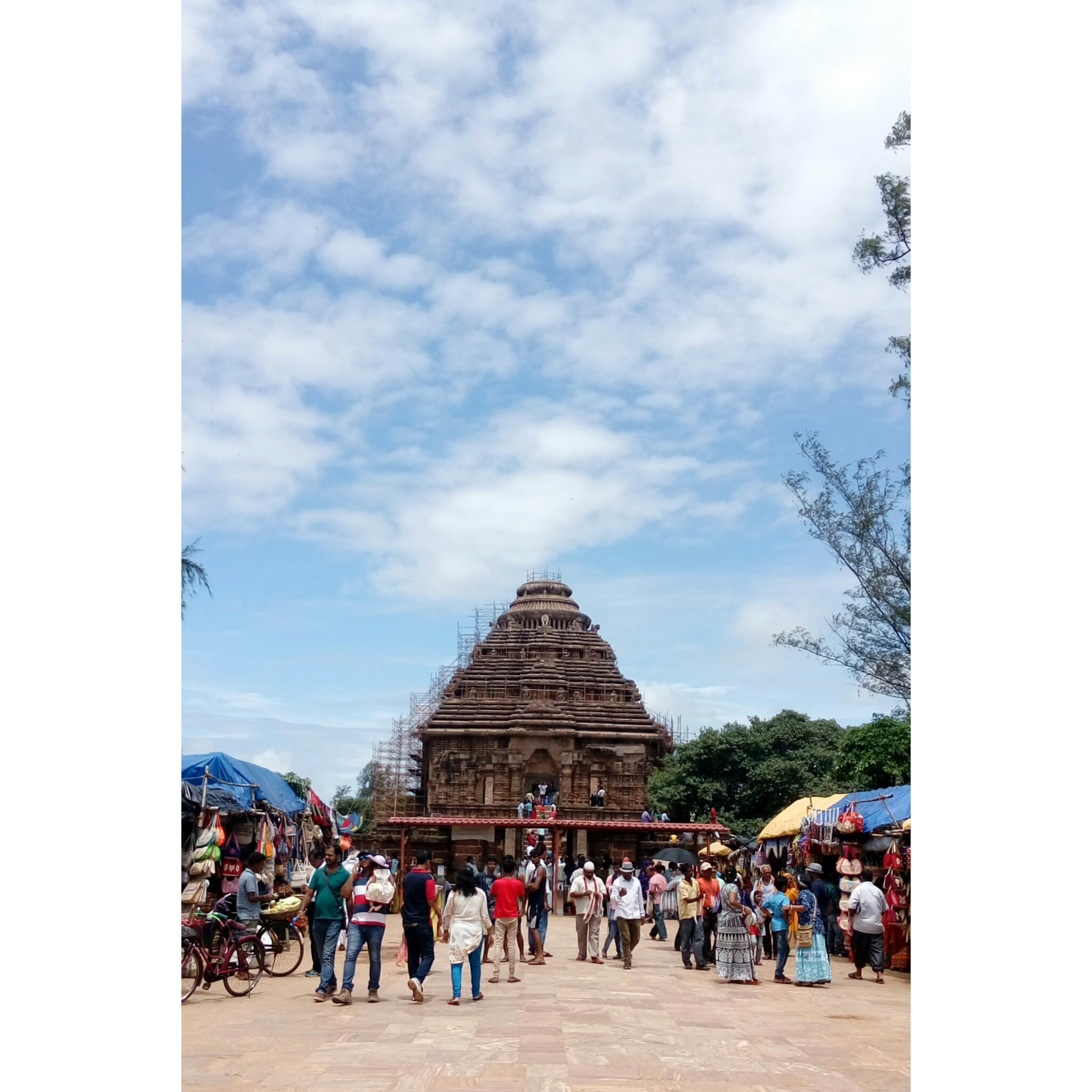
De zonnetempel van Konarak
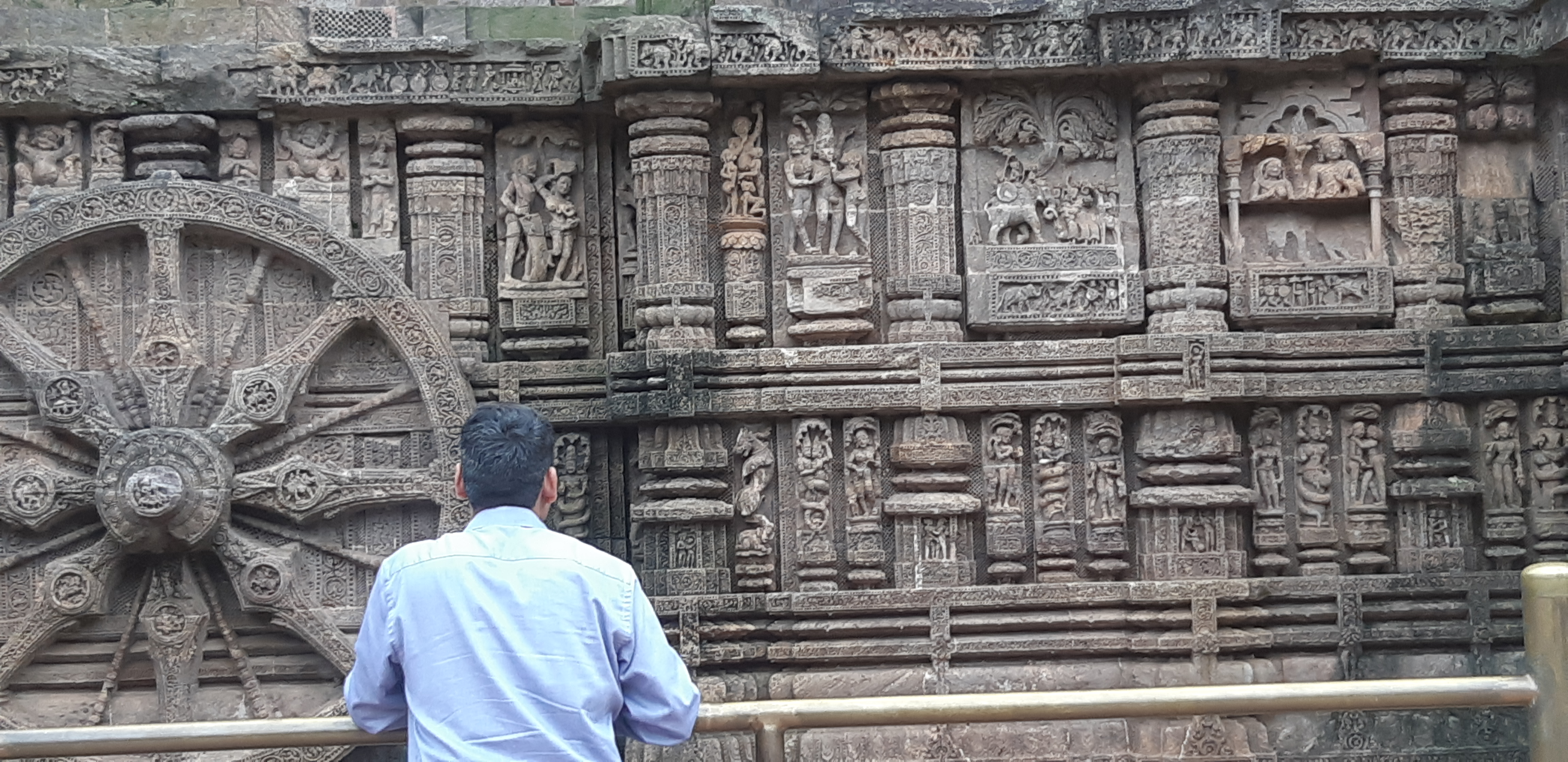
Een van de 24 wielen (zie zonnekruis)